# Victor Dessaignes
Victor Dessaignes (* 31. Dezember 1800 in Vendôme; † 5. Januar 1885 in Paris) war ein französischer Chemiker.
Dessaignes wurde im Collège von Vendôme geboren, das sein Vater Jean-Philibert Dessaignes mit gründete. Er studierte in Paris zunächst Jura mit Abschluss und ab 1821 Medizin, wurde 1835 Medizin promoviert mit einer Dissertation über die Wirkung verschiedener chemischer Substanzen auf Menschen. Hauptberuflich hatte er die Stelle eines Steuereintreibers in seiner Heimatstadt Vendôme. Nach dem Tod seiner Frau gründete er ein Privatlabor, in das er einen Großteil seines Einkommens und seiner Ersparnisse investierte und in dem er rund zehn Jahre forschte.
Er arbeitete an der Strukturaufklärung und leistete Beiträge zur Stoffwechselchemie (Umwandlungen von Maleinsäure-Bernsteinsäure-Weinsäure). 1851 entdeckte er das Trimethylamin in den Blättern von Chenopodium vulvaria.  Er synthetisierte Hippursäure aus Benzoylchlorid und Glycin. Am Beispiel der Hippursäure wurde deutlich, dass giftige Substanzen wie Benzoesäure  im Stoffwechsel zum Beispiel des Menschen durch Reaktion mit körpereigenen Substanzen entgiftet werden können. 1858 extrahierte er Apfelsäure aus der Rhabarberpflanze und oxidierte sie, um Malonsäure herzustellen.
Er war ab 1869 korrespondierendes Mitglied der Académie des sciences (Sektion Chemie), hatte zu diesem Zeitpunkt aber seine Laborarbeit aufgegeben. 1860 erhielt er den Jecker-Preis für die Aufklärung der Struktur einer Reihe natürlich vorkommender organischer Säuren. Er erhielt den Preis mit Marcelin Berthelot, mit dem er befreundet war. Nach dem Erhalt des Preises erhielt er Angebote zu lehren, widmete sich aber lieber seiner Laborforschung. 1863 wurde er Ritter der Ehrenlegion. Er wurde 1884 auf einem wissenschaftlichen Kongress in Blois geehrt, auf dem Charles Friedel die Laudatio hielt.
1837 heiratete er. Seine Frau (eine geborene Renou) starb bald nach der Geburt von Dessaignes einzigem Sohn.